# Living Large
A Living Large című album Heavy D & The Boyz első stúdióalbuma. 1987-ben jelent meg az Uptown Records-nál.
Az album 92. helyen végzett a Billboard 200-as listáján, és a Top R&B listán 10. helyezettként. A bemutatkozó album nem volt túl sikeres. Az albumról három kislemez látott napvilágot. Az album 1998-ban a 100 legjobb rap album listájára került.

## Számlista
1. "The Overweight Lover's in the House"- 3:34
2. "Nike"- 2:00
3. "Chunky But Funky" (Remix)- 3:57
4. "Dedicated"- 4:10
5. "Here We Go"- 3:43
6. "On the Dance Floor"- 2:59
7. "Moneyearnin' Mount Vernon"- 3:32
8. "I'm Gonna Make You Love Me"- 2:12
9. "Overweighter"- 3:15
10. "I'm Getting Paid"- 3:29
11. "Rock the Bass"- 3:44
12. "Mr. Big Stuff" (Remix)- 3:23
13. "Don't You Know" feat. Al B. Sure!- 4:20

## Felhasznált zenei alapok
- "Money Earnin' Mt. Vernon"
  - "Say It Loud, I'm Black and I'm Proud"  James Brown dal
  - "Get Up (I Feel Like Being A) Sex Machine"  James Brown dal
  - "For the Love of Money" The O'Jays dal
  - "Movin'" by Brass Construction
- "Mr. Big Stuff"
  - "Mr. Big Stuff"  Jean Knight dal
- "On the Dance Floor"
  - "South Bronx"  Boogie Down Productions dal
- "Overweighter
  - "I Want You Back"  The Jackson 5 dal
  - "ABC"  The Jackson 5dal
  - "It's Yours" by T La Rock and Jazzy Jay dal
- "The Overweight Lover's in the House"
  - "Hot Pants Road"  The J.B.'s dal
  - "Escape-Ism"  James Brown dal
  - "Pass the Peas"  The J.B.'s dal

## Slágerlista
| Lista (1987)              | Peak pozíció |
| ------------------------- | ------------ |
| Billboard Pop Albums      | 92           |
| Billboard Top Soul Albums | 10           |

### Kislemezek
| Év   | Dal              | Slágerlista helyezések |
| Év   | Dal              | US R&B                 |
| ---- | ---------------- | ---------------------- |
| 1987 | "Mr. Big Stuff"  | 60                     |
| 1988 | "Don t You Know" | 12                     |